# Бруки (племя)
Бруки или Брукан, Брукинцы (курд. E'şîra Brukî, Brukiyan) — крупнейшее курдское племя из Северного Курдистана. Племя бруки насчитывающее от 500 000 до 1 миллиона человек, в основном распространено по всей географии Курдистана и их диаспоры, которые проживают в основном на Ближнем Востоке, Кавказе, в Европе, России, США, Казахстане и Австралии. Население племени в 1609 году оценивалось в 500 000 человек.

## История
Устная история племени бруки утверждает, что название Бруки происходит от курдского слова «бир».
Вождь племени бруки — Бекир-бей. Он также известен как Бекир Бей, Бекир Ага или Бекире Аге. Бекир-бей, вождь племени бруки, также известен как Миралай Бекир-бек, командующий племенными полками. После основания Республики Бекир-бею была присвоена фамилия Тунджил. Бекир Ага известен как влиятельный человек в племени. Согласно историческим источникам, племя бруки поселилось в Джизре; Диярбакыр также использует плато Караджадаг в качестве плато. Племя мигрировало с плато Диярбакыр-Караджадаг на равнину Игдыр, оттуда в санджак Баязид, а оттуда на земли Ревана и Кавказа. Позже, следуя указаниям Бекира Аги, племена бруки были разбросанны по всему Кавказу. Он поселился в Ване, Карсе, Игдыре и Муше. Члены племени в основном проживают в провинции Ван и ее окрестностях. Ван Баклатепе — самый известный центральный регион Бруки; Из этого племени происходят Князь Картал, который на протяжении многих лет носил титул старейшего члена Великого национального собрания Турции, депутат от CHP Мехмет Картал, бывший депутат от DEP Ремзи Картал, депутат от DYP Надир Картал и бывший государственный министр Мехмет Альп.